# Stenen voor een ransuil
Stenen voor een ransuil is de debuutroman die schrijver Maarten 't Hart in 1971 onder het pseudoniem Martin Hart publiceerde. Het hoofdthema is homoseksualiteit in een conformistische omgeving en de daarmee geassocieerde eenzaamheid, die tegelijk als noodlot en als existentiële vlucht wordt ervaren. De roman is in drie episoden onderverdeeld.

## Verhaal
Het verhaal speelt zich af in het puriteinse Nederland van de jaren 1950 en 1960. Ammer Stol, het alter ego van de schrijver, is een gevoelige jongen die opgroeit in een streng gereformeerd gezin. Zijn ouders keuren muziek af. Ammer volgt stiekem muziekles bij meneer Brikke, organist in de hervormde kerk en verdoken pedofiel. Brikke doorziet de jongen en herkent een gelijkgestemde einzelgänger. Naarmate Ammer wordt ingewijd in de klassieke muziek groeit ook zijn besef van het ‘anders-zijn’. Na een opvoering van Mozarts Le Nozze di Figaro, waarin een mezzo-sopraan de liefde voor een oudere dame bezingt, vertelt Brikke dat zulke liefde niet abnormaal is. Tijdens de voorbereiding van een orgelconcert leert Ammer dat Brikke scheef wordt bekeken in de lokale gemeenschap. Tijdens het concert wordt Brikke handtastelijk, waarna Ammer hem voor lange tijd niet meer bezoekt. Op de middelbare school en op de universiteit blijft de confrontatie met zijn jeugdvrienden niet uit. Hugo Wildervanck en Jakob Valler reageren afwijzend op zijn homoseksualiteit. Door een narratieve spiegeling in het laatste deel blijkt dat de volwassen Ammer een soort tweede Brikke is geworden. Geheel in de geest van zijn voormalige mentor - ondertussen eenzaam gestorven na een ophefmakend zedenproces - staat ook zijn leven in het teken van de klassieke muziek en is hij geobsedeerd door jonge jongens. Tijdens een reis door Engeland vraagt Jakob zich af of Ammer de Anglicaanse kerk bezoekt voor de hymnes of voor de koorknapen. De waarheid ligt in het midden. Het leidmotief van Ammers verboden verlangens is tevens het eerste muziekstuk dat hem als kind zo hevig beroerde, namelijk César Francks Prélude, Chorale et Fugue. De complexiteit van de openbaring zit in de gelaagdheid.
De romantitel verwijst naar de alomtegenwoordige, starre blik van de gevestigde orde, die homoseksualiteit verwerpt, alsook het lijdzaam verzet van de hoofdpersoon tegen deze conditie en het onvermogen om rekenschap af te leggen voor zijn geaardheid. De hoofdpersoon gooit stenen naar een ransuil, die vanuit een verlaten hoeve onwrikbaar afkeurend op hem neer lijkt te kijken.